# Formaggio thermiotico
Il formaggio Thermio o Kythnios  (in greco: θερμιώτικο τυρί o τυρί της Κύθνου) come era conosciuto nell'antichità è il nome dei tipici formaggi prodotti a Citno nelle Cicladi.

## Storia
Il formaggio di Citno era conosciuto nell'antichità con il nome di Kythnios tyros. Il termine specifico si identifica con il tipo di formaggio noto ai locali come formaggio “sbriciolato” ed è il più caratteristico dei formaggi locali. È a base di formaggio locale di latte misto di capra e pecora e talvolta unito al latte vaccino. È stato uno dei principali prodotti di esportazione di Citno dall'antichità sino a tempi più recenti. Viene utilizzato come dessert e come ingrediente principale di molte ricette di piatti della cucina locale (come le spungata e le sfogliatelle ripiene).

## Tipologie
- Trima: è il formaggio più conosciuto e caratteristico dell’isola di Citno. Si prepara tramite fermentazione con sale per una durata di 10 giorni in una grande fossa di stoccaggio. Una volta fermentato viene capovolto in modo da poter essere disteso su di un disco di argilla per favorire il completo drenaggio e asciugatura.
- Formaggio non salato: fresco o acido. È la base per la produzione del resto dei formaggi ed è anche usato nella preparazione delle ricette locali. Va consumato velocemente in quanto non ha sale per la sua conservazione.
- Copanistì: fermentato in fasi di 2 o 3 giorni. Nella terza e ultima fermentazione si aggiunge il sale. Ha un sapore vigoroso e piccante.
- Mizithra: formaggio non salato e scremato tipo ricotta.
- Tyrovoli: formaggio secco, simile al kefalotiri e può essere un ottimo condimento per paste asciutte.
- Protogallià: formaggio di latte di pecora o di capra prodotto nel periodo in cui gli animali partoriscono. Il formaggio viene filtrato, diluito con acqua, bollito con aggiunta successiva di sale o di zucchero. È tradizionalmente considerato un formaggio molto prelibato.
- Feta: la sua produzione è stata avviata a Kythnos in anni molto recenti per la facilità di preparazione.[2]